# گونار یوهانسون
گونار یوهانسون (سوئدی: Gunnar Johansson؛ ۲۹ فوریه ۱۹۲۴ – ۱۴ فوریهٔ ۲۰۰۳) بازیکن و مربی فوتبال اهل سوئد بود.
از باشگاه‌هایی که در آن بازی کرده‌است می‌توان به باشگاه فوتبال المپیک مارسی اشاره کرد.
وی همچنین در تیم ملی فوتبال سوئد بازی کرده‌است.